# 信令风暴
信令风暴是指网络收到的终端信令请求超过了网络各项信令资源的处理能力而导致网络服务出现问题。一些手机应用程序会频繁地和服务器交换少量的数据以确保用户保持在线状态，这样会占用大量网络资源，当信令流量超出网络的信令处理能力后，网络便会失控并导致服务不可用。